# Pucará (Santa Cruz)
Pucará est une localité du département de Santa Cruz en Bolivie située dans la province de Vallegrande. Sa population s'élevait à 1 887 habitants en 2020.